# Ailuroedus geislerorum
L'uccello gatto testafulva (Ailuroedus geislerorum Meyer, 1874) è un uccello passeriforme della famiglia Ptilonorhynchidae.

## Etimologia
Il nome scientifico della specie, geislerorum, rappresenta un omaggio ai fratelli Bruno ed Hubert Geisler, tassidermisti attivi in Insulindia che reperirono gli esemplari utilizzati per la descrizione scientifica.

## Descrizione

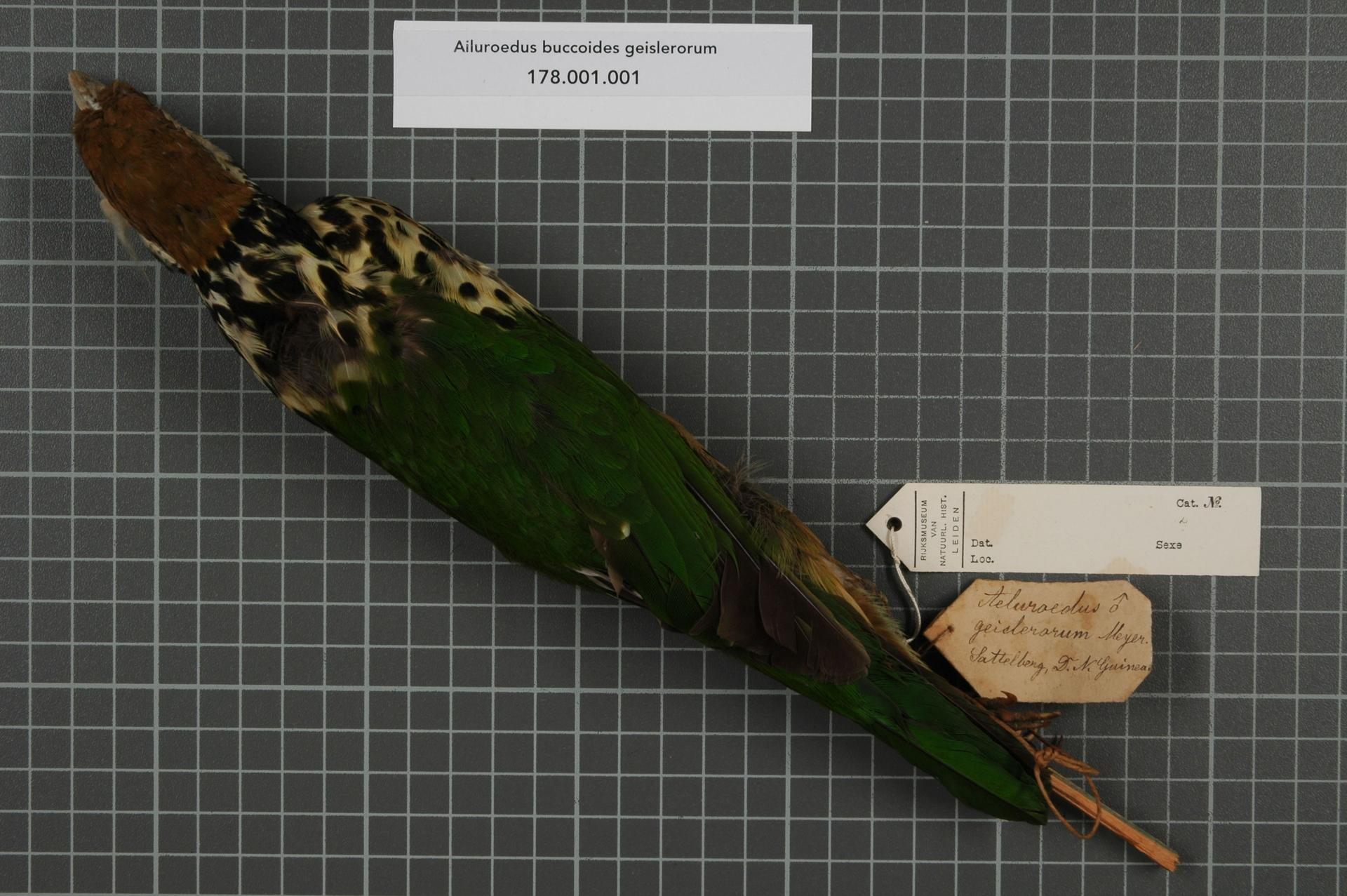
Veduta dorsale di esemplare impagliato.

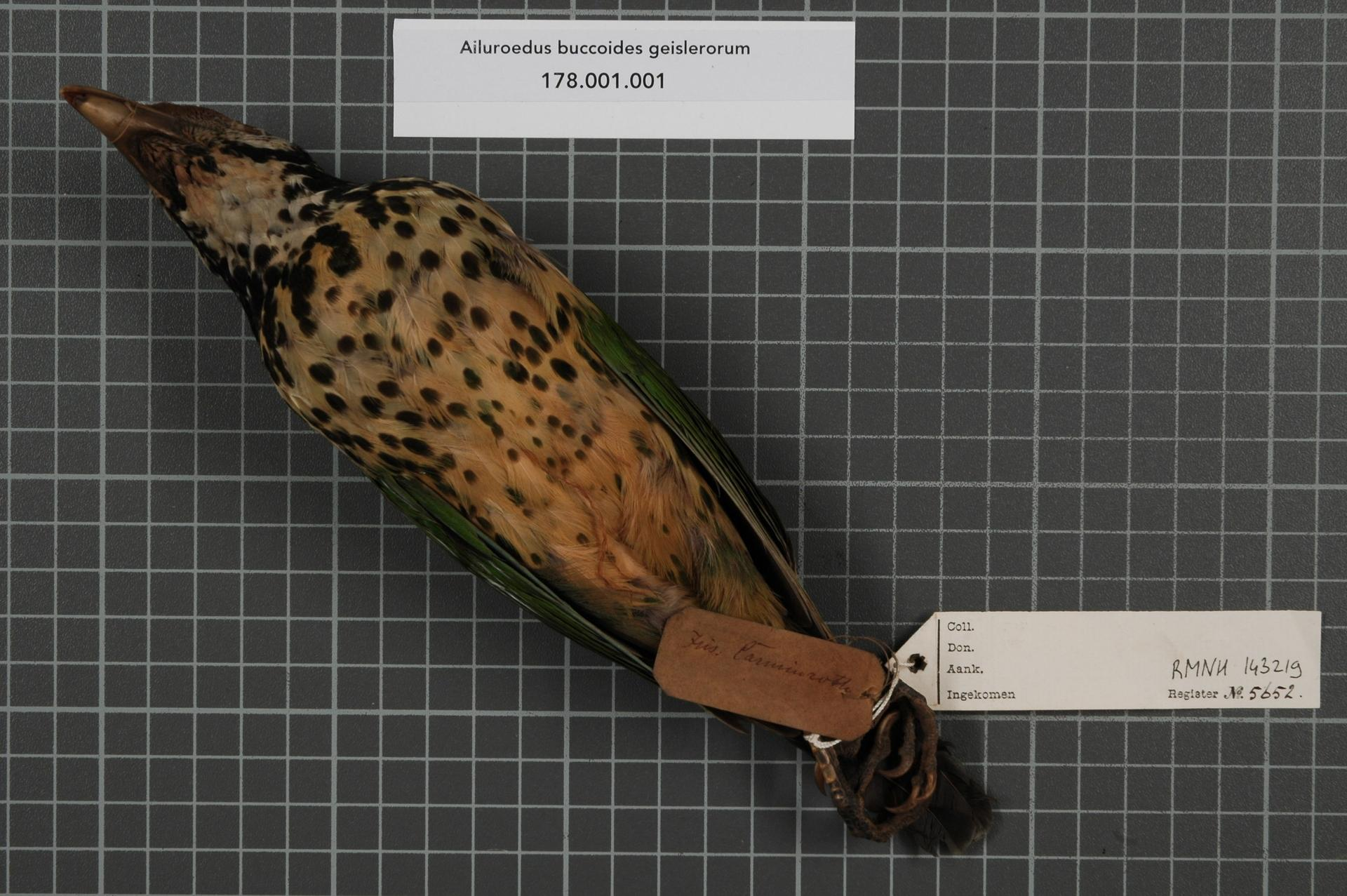
Veduta ventrale di esemplare impagliato.

### Dimensioni
Misura 24,5 cm di lunghezza, per 100-172 g di peso: a parità d'età, i maschi sono leggermente più grossi e robusti rispetto alle femmine.

### Aspetto
Si tratta di uccelli dall'aspetto massiccio e paffuto, muniti di testa piccola e arrotondata con becco tozzo robusto di forma conica, lievemente ricurvo verso il basso, zampe allungate e robuste, ali lunghe e digitate e coda piuttosto lunga, sottile e di forma rettangolare.
Il piumaggio si presenta di color caffè sui lati del collo (dove in realtà le penne sono biancastre con metà distale nera) e base di esso: le penne della calotta (fronte, vertice, nuca), come intuibile dal nome comune, sono di colore bruno-rossiccio, mentre quelle della faccia (lati del becco, area perioculare ed auricolare e guance) e della gola sono di colore biancastro. Petto, fianchi e ventre sono di colore beige, con presenza di punte dalla punta scure sulle prime due parti e di sfumature bruno-aranciate sull'ultima: dorso, ali (queste ultime che presentano remiganti dalla punta tendente al bruno), codione e coda sono di color verde smeraldo, con presenza di sfumature azzurrine su queste ultime due parti.
Le femmine presentano colorazione più smorta rispetto ai maschi: tuttavia, si tratta di differenze di carattere soggettivo, che rendono il dimorfismo sessuale non sempre facile da determinare in base alla livrea.
Il becco e le zampe si presentano di colore grigio-azzurrino, mentre gli occhi sono di colore rosso cupo. 

## Biologia
Si tratta di uccelli diurni che vivono in coppie, delimitando un territorio che viene difeso dai conspecifici (mentre nei confronti delle altre specie l'uccello gatto testafulva si dimostra piuttosto schivo e timido, sempre pronto a nascondersi nel folto della vegetazione) soprattutto durante il periodo degli amori. La maggior parte della giornata viene dedicata alla ricerca del cibo ed al pattugliamento del territorio, partendo dai rami bassi di arbusti ed alberi e salendo verso la canopia. Le coppie passano insieme la vita, e rinsaldano il proprio legame tramite il grooming, lo scambio di cibo e vocalizzando congiuntamente per avvertire eventuali intrusi di non sconfinare nel territorio.

### Alimentazione
L'uccello gatto testafulva è onnivoro, cibandosi principalmente di frutta e bacche, ma mangiando senza problemi anche altri alimenti sia di origine vegetale (granaglie, semi, foglioline, germogli, fiori) che animale (grossi invertebrati e piccoli vertebrati).

### Riproduzione
Soprattutto in virtù del fatto che questi uccelli sono stati a lungo considerati una sottospecie e come tali non studiati a dovere, mancano informazioni riguardo alla loro riproduzione: essa, ad ogni modo, molto verosimilmente non differisce in maniera significativa, per modalità e tempistica, da quanto osservabile negli altri uccelli gatto.

## Distribuzione e habitat
L'uccello gatto testafulva è endemico della Nuova Guinea, della quale popola la fascia costiera settentrionale, dal delta del Mamberamo alla provincia di Oro: la specie è inoltre presente sull'isola di Yapen, nella baia di Cenderawasih.
L'habitat di questi uccelli è rappresentato dalla foresta pluviale tropicale di pianura e, nella porzione sud-orientale dell'areale, anche dalla foresta monsonica.

## Tassonomia
Se ne riconoscono due sottospecie:
- Ailuroedus geislerorum geislerorum Meyer, 1874 - la sottospecie nomunale, diffusa nella porzione occidentale dell'areale occupato dalla specie;
- Ailuroedus geislerorum molestus Rothschild & Hartert, 1929 - diffusa nella porzione orientale dell'areale occupato dalla specie;

Alcuni autori sinonimizzerebbero le due sottospecie: fino a tempi recenti, l'intero taxon veniva accorpato all'uccello gatto guancebianche col rango di sottospecie, tuttavia gli esami di carattere genetico ne hanno evidenziata la distanza, ritenuta tale da giustificarne l'elevazione al rango di specie a sé stante.